# Жироловка

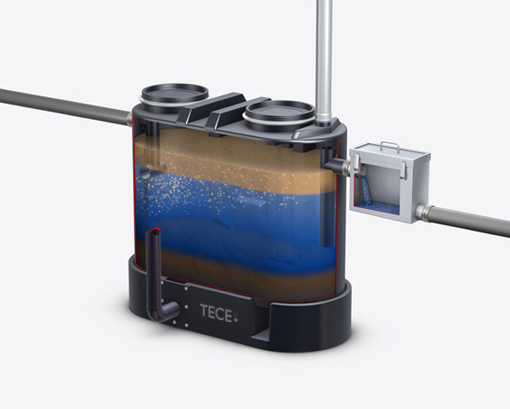

Жироло́вка (жироулови́тель, жироула́вливатель) — резервуар для очистки сточных вод от жиров и (частично) от взвешенных веществ, которые отличаются малой или значительной гидравлической крупностью и отделяются вместе с жирами от воды под действием гравитационных сил.
Устройство жироуловителя (сепаратора жира) представляет собой герметичную ёмкость с установленными в ней перегородками или другими препятствиями для замедления течения жидкости и её охлаждения. При охлаждении жиры переходят из эмульгированного в неэмульгированное состояние и всплывают на поверхность зеркала воды в жироуловителе (так называемый объём накопителя жира). Из этого объёма впоследствии удаляется жир.

## Максимально допустимая концентрация жира
Максимально допустимая концентрация жира в системе сбора сточных вод составляет 100 мг/л в среднесуточной пробе.
Максимально допустимая концентрация жира в окружающей среде составляет 10 мг/л в среднесуточной пробе.

## Принцип работы
Жироловка работает исключительно по физическому закону гравитации (основанному на разнице плотностей), что означает, что тяжёлые компоненты сточных вод оседают на дне сепаратора, в то время как лёгкие компоненты, такие как животные жиры и масла, поднимаются на поверхность.
Очищенные сточные воды сбрасываются в сеть сбора сточных вод.
Для повышения эффективности ловушка может быть оснащена флотатором, который создаёт на поверхности жирную пену, которая также удерживает гранулированные жиры и другие шламы.
Другим устройством, которое можно использовать в ловушках для жира, является механический сепаратор жира. Это работает на основе лучшей адгезии жира к твёрдой поверхности, чем к воде. Жир собирается на вращающемся диске, циркуляционном ремне или струне, которые вытираются с поверхности. Механический сепаратор особенно подходит для сбора масла. Ловушка имеет автоматическую сигнализацию с датчиком. Датчик сигнализирует о количестве жира в устройстве. Когда соответствующее количество будет достигнуто, датчик посылает сигналы диспетчеру и информирует о необходимости удаления накопившегося жира.

## Использование жира
В настоящее время мало возможностей для использования жира в жировой ловушке. Они намного сложнее в использовании, чем жиры, собранные в индивидуальном порядке. Ловушка типичного ресторана накапливает от 140 до 180 кг жира в год.